# Viga de doble tracción

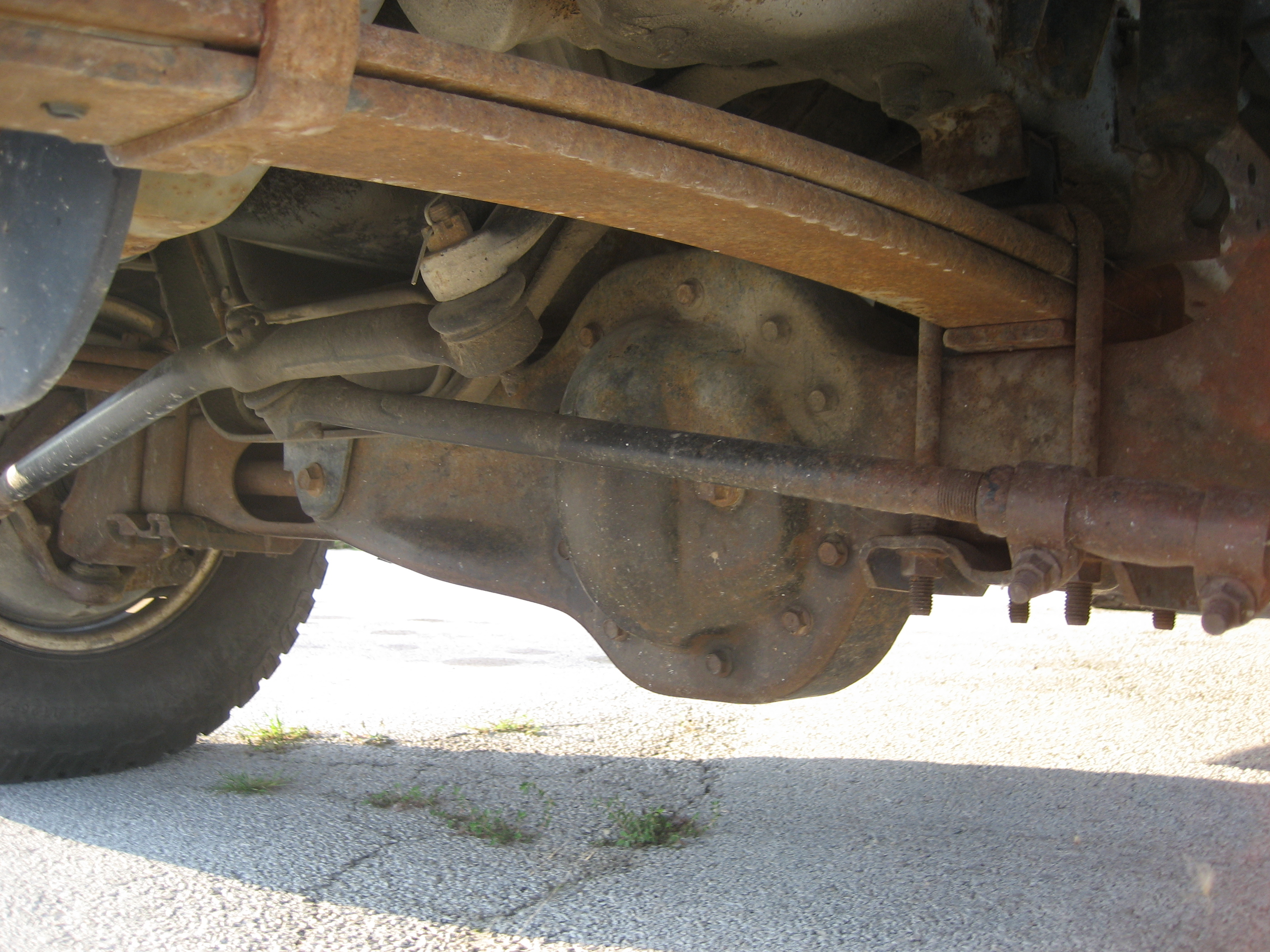
Dana 50 TTB de una F-250 de 1996

La viga de doble tracción (TTB por sus siglas en inglés Twin-Traction Beam) es un sistema de suspensión independiente para ejes frontales de tracción en camiones y vehículos utilitarios con tracción en las cuatro ruedas de la serie F de la marca Ford.
El sistema Twin-Traction Beam fue inventado por John A. Richardson y Donald G. Wheatley y posee la patente US 3,948,337 emitida el 6 de abril de 1976.  El título de la patente es “Suspensión frontal independiente para vehículos con tracción delantera” la cual fue asignada a Ford Motor Company.
La Dana Holding Corporation fabrica el sistema TTB para Ford. Utiliza un cardán en el centro que permite a que las ruedas se muevan en forma independiente una de otra. El diferencial se encuentra hacia el lateral del conductor, y se utiliza un yugo deslizante en el lado del eje largo para permitir que el eje cambie de longitud. Los sistemas TTB son variaciones de los modelos Dana 28, Dana 35, Dana 44, y Dana 50.

## Usos comunes[3]
- 1980–1997 F-150/F-250
- 1991–1995 Ford Explorer
- 1984–1990 Ford Bronco II
- 1980–1996 Ford Bronco
- 1983–1997 Ford Ranger (Estados Unidos)
- 1993-1997 serie Mazda B
- 1991-1993 Mazda Navajo